# Łazy (powiat miechowski)
Łazy – wieś w Polsce położona w województwie małopolskim, w powiecie miechowskim, w gminie Książ Wielki.
W latach 1975–1998 miejscowość należała administracyjnie do województwa kieleckiego. Integralne części miejscowości: Jaworzec, Józefów, Kolonia, Mały Gaj, Sztuka.